# Società Sportiva Juventus 1942-1943
Questa pagina raccoglie i dati riguardanti la Società Sportiva Juventus nelle competizioni ufficiali della stagione 1942-1943.

## Stagione
Nella stagione 1942-1943 la Juventus di Trapani disputò il campionato di Serie C.

Squadra fu formata in gran parte da soldati che furono di stanza a Trapani. In quella stagione la squadra trapanese cambiò campo di gioco: non più il "Campo degli Spalti" (vicino al centro cittadino e oggetto dei bombardamenti alleati) ma il "Campo Aula". Il campionato fu sospeso dal D.D.S. a causa dell'arrivo delle truppe alleate in Sicilia.

## Divise
Il colore sociale della Juventus di Trapani è il verde.
| Casa |

## Rosa
| N. |                   | Ruolo | Calciatore      |
| -- | ----------------- | ----- | --------------- |
| 1  | Italia (bandiera) | P     | Garbin          |
| 2  | Italia (bandiera) | D     | Enzo Basciano   |
| 3  | Italia (bandiera) | D     | Renato Avellani |
| 4  | Italia (bandiera) | D     | Ciani           |
| 5  | Italia (bandiera) | D     | Guidobaldi      |
| 6  | Italia (bandiera) | C     | Zorat           |
| 7  | Italia (bandiera) | A     | De Santis       |
| 8  | Italia (bandiera) | A     | Panci           |
| 9  | Italia (bandiera) | C     | Mortari         |
| 10 | Italia (bandiera) | C     | Morales         |
| 11 | Italia (bandiera) | A     | Cardile         |
| 12 | Italia (bandiera) | -     | Meneghetti      |

| N. |                   | Ruolo | Calciatore        |
| -- | ----------------- | ----- | ----------------- |
| 13 | Italia (bandiera) | -     | Ciaravella        |
| 14 | Italia (bandiera) |       | Ravazzani         |
| 15 | Italia (bandiera) | -     | Giroldo           |
| 16 | Italia (bandiera) | -     | Svansiroli        |
| 17 | Italia (bandiera) | -     | Joannucci         |
| 18 | Italia (bandiera) | C     | Li Causi          |
| 19 | Italia (bandiera) | C     | Bigi              |
| 20 | Italia (bandiera) | A     | Morello           |
| 21 | Italia (bandiera) | -     | Mengari           |
| 22 | Italia (bandiera) | -     | Puccini           |
| 23 | Italia (bandiera) | A     | Pantaleo Magurano |
| 24 | Italia (bandiera) | A     | Ferrari           |

## Risultati

### Campionato

#### Girone di andata
| Catania 8 novembre 1942, ore ??:?? UTC+1 1ª giornata                              | Catania   | 4 – 1           | Juventus Trapani | Stadio Cibali |
| \| \| \| \| \| Marcoccio Tesi Romano ?’ (rig.) \| Marcatori \| ?’ (rig.) Ciani \| |           |                 |                  |               |
|                                                                                   |           |                 |                  |               |
| Marcoccio Tesi Romano ?’ (rig.)                                                   | Marcatori | ?’ (rig.) Ciani |                  |               |

| Trapani 6 gennaio 1943, ore ??:?? UTC+1 2ª giornata | Juventus Trapani | 0 – 1 | VV. FF. Palermo | Campo Aula |
| \| \| \| \| \| \| Marcatori \| ? \|                 |                  |       |                 |            |
|                                                     |                  |       |                 |            |
|                                                     | Marcatori        | ?     |                 |            |

| Trapani 1942, ore ??:?? UTC+1 3ª giornata | Juventus Trapani | 1 – 0 | Nissena | Campo Aula |

| Siracusa 1942, ore ??:?? UTC+1 4ª giornata | Siracusa  | 1 – 1 | Juventus Trapani | ? |
| \| \| \| \| \| ? \| Marcatori \| Biagi \|  |           |       |                  |   |
|                                            |           |       |                  |   |
| ?                                          | Marcatori | Biagi |                  |   |

| Arbitro: | D'Amico (Catania) |

|           |           |             |
| Caprì 11’ | Marcatori | 71’ Morales |

| Trapani 1942, ore ??:?? UTC+1 6ª giornata | Juventus Trapani | 2 – 0 | G.I.L. Siderno | Campo Aula |

| Trapani 1942, ore ??:?? UTC+1 7ª giornata | Juventus Trapani | / – /(rinv.) | Agrigento | Campo Aula |

| Enna 1942, ore ??:?? UTC+1 8ª giornata      | Enna      | 1 – 1   | Juventus Trapani | ? |
| \| \| \| \| \| ? \| Marcatori \| Mortari \| |           |         |                  |   |
|                                             |           |         |                  |   |
| ?                                           | Marcatori | Mortari |                  |   |

| Marsala 4 gennaio 1943, ore ??:?? UTC+1 9ª giornata                | Marinai d'Italia Marsala | 3 – 0 | Juventus Trapani | ? |
| \| \| \| \| \| Massa 53’ Tonucci 77’ Maioli 83’ \| Marcatori \| \| |                          |       |                  |   |
|                                                                    |                          |       |                  |   |
| Massa 53’ Tonucci 77’ Maioli 83’                                   | Marcatori                |       |                  |   |

#### Girone di ritorno
| Trapani 10 gennaio 1943, ore ??:?? UTC+1 10ª giornata                 | Juventus Trapani | 0 – 5                               | Catania | Campo Aula |
| \| \| \| \| \| \| Marcatori \| Colaussi ?’ (rig.) Romano Presselli \| |                  |                                     |         |            |
|                                                                       |                  |                                     |         |            |
|                                                                       | Marcatori        | Colaussi ?’ (rig.) Romano Presselli |         |            |

| Palermo 1943, ore ??:?? UTC+1 11ª giornata | VV. FF. Palermo | 4 – 0 | Juventus Trapani | ? |
| \| \| \| \| \| ? \| Marcatori \| \|        |                 |       |                  |   |
|                                            |                 |       |                  |   |
| ?                                          | Marcatori       |       |                  |   |

| Caltanissetta 1943, ore ??:?? UTC+1 12ª giornata | Nissena | 0 – 2 | Juventus Trapani | ? |

| Trapani 1943, ore ??:?? UTC+1 13ª giornata         | Juventus Trapani | 2 – 2 | Siracusa | Campo Aula |
| \| \| \| \| \| Magurano Panci \| Marcatori \| ? \| |                  |       |          |            |
|                                                    |                  |       |          |            |
| Magurano Panci                                     | Marcatori        | ?     |          |            |

| Trapani 1943, ore ??:?? UTC+1 14ª giornata | Juventus Trapani | 2 – 0 | Mario Passamonte | Campo Aula |

| Siderno 1943, ore ??:?? UTC+1 15ª giornata | G.I.L. Siderno | / – / | Juventus Trapani | ? |

| Agrigento 1943, ore ??:?? UTC+1 16ª giornata | Agrigento | / – / | Juventus Trapani | ? |

| Trapani 1943, ore ??:?? UTC+1 17ª giornata | Juventus Trapani | / – / | Enna | Campo Aula |

| Trapani 1942, ore ??:?? UTC+1 18ª giornata | Juventus Trapani | / – / | Marinai d'Italia Marsala | Campo Aula |

## Statistiche

### Statistiche di squadra
| Competizione | Punti | Totale | Totale | Totale | Totale | Totale | Totale | DR  |
| Competizione | Punti | G      | V      | N      | P      | Gf     | Gs     | DR  |
| ------------ | ----- | ------ | ------ | ------ | ------ | ------ | ------ | --- |
| Serie C      | 10    | 14     | 4      | 3      | 7      | 11     | 24     | -13 |